# Summeln
Summeln är en sjö 10 km nordväst om Säffle i Säffle kommun i Värmland och ingår i Göta älvs huvudavrinningsområde. Sjön är 8,5 meter djup, har en yta på 5,31 kvadratkilometer och befinner sig 48 meter över havet. Sjön avvattnas av vattendraget Kilaälven. Vid provfiske har bland annat abborre, björkna, braxen och gers fångats i sjön.
Det finns även tre mindre öar och två stora grund. Summeln avvattnas genom Kilabäcken som rinner ut i Harefjorden.

## Delavrinningsområde
Summeln ingår i delavrinningsområde (656840-132661) som SMHI kallar för Utloppet av Summeln. Medelhöjden är 91 meter över havet och ytan är 54,47 kvadratkilometer. Det finns inga avrinningsområden uppströms utan avrinningsområdet är högsta punkten. Kilaälven som avvattnar avrinningsområdet har biflödesordning 3, vilket innebär att vattnet flödar genom totalt 3 vattendrag innan det når havet efter 213 kilometer. Avrinningsområdet består mestadels av skog (54 procent) och jordbruk (22 procent). Avrinningsområdet har 5,31 kvadratkilometer vattenytor vilket ger det en sjöprocent på 9,7 procent.

## Fisk
Vid provfiske har följande fisk fångats i sjön:
- Abborre
- Björkna
- Braxen
- Gärs
- Gädda
- Gös
- Löja
- Mört
- Sutare